# 1251 Avenue of the Americas
1251 Avenue of the America, anteriormente conhecido como Edifício Exxon, é um arranha-céu. Actualmente é o 150º arranha-céu mais alto do mundo, com 229 metros. Edificado na cidade de Nova Iorque, Estados Unidos, foi concluído em 1971 com 54 andares.